# Хум (планина)
Хум је планина  између Сјенице и Тутина, у југозападној Србији. На западу се усецима и дубинама одваја од Пештерске висоравни, а највиши врх планине је Градина, са 1502 м нв.